# 蝴蝶结 (装饰)
蝴蝶結是繩結的一種，因其形狀與蝴蝶相似而得名。通常被應用於鞋帶、髮飾或衣物上，在3C週邊產品、文具、家用品等類目上也被廣大的應用。